# Vigy
Vigy település Franciaországban, Moselle megyében. Lakosainak száma 1541 fő (2022. január 1.). Vigy Antilly, Bettelainville, Chailly-lès-Ennery, Flévy, Sainte-Barbe, Saint-Hubert, Sanry-lès-Vigy és Vry községekkel határos.

## Népesség
A település népessége az elmúlt években az alábbi módon változott:
| Lakosok száma | 1593 | 1672 | 1744 | 1716 | 1735 | 1741 | 1673 | 1607 | 1541 |
|               | 2013 | 2015 | 2016 | 2017 | 2018 | 2019 | 2020 | 2021 | 2022 |